# Afrephialtes lieftincki
Afrephialtes lieftincki là một loài tò vò trong họ Ichneumonidae.